# Lac Turcotte
Lac Turcotte är en sjö i Kanada.   Den ligger i regionen Mauricie och provinsen Québec, i den sydöstra delen av landet, 300 km nordost om huvudstaden Ottawa. Lac Turcotte ligger 326 meter över havet. Arean är 4,1 kvadratkilometer. Den sträcker sig 6,5 kilometer i nord-sydlig riktning, och 1,9 kilometer i öst-västlig riktning.
I omgivningarna runt Lac Turcotte växer i huvudsak blandskog. Trakten runt Lac Turcotte är nära nog obefolkad, med mindre än två invånare per kvadratkilometer.